# Inger na pláži

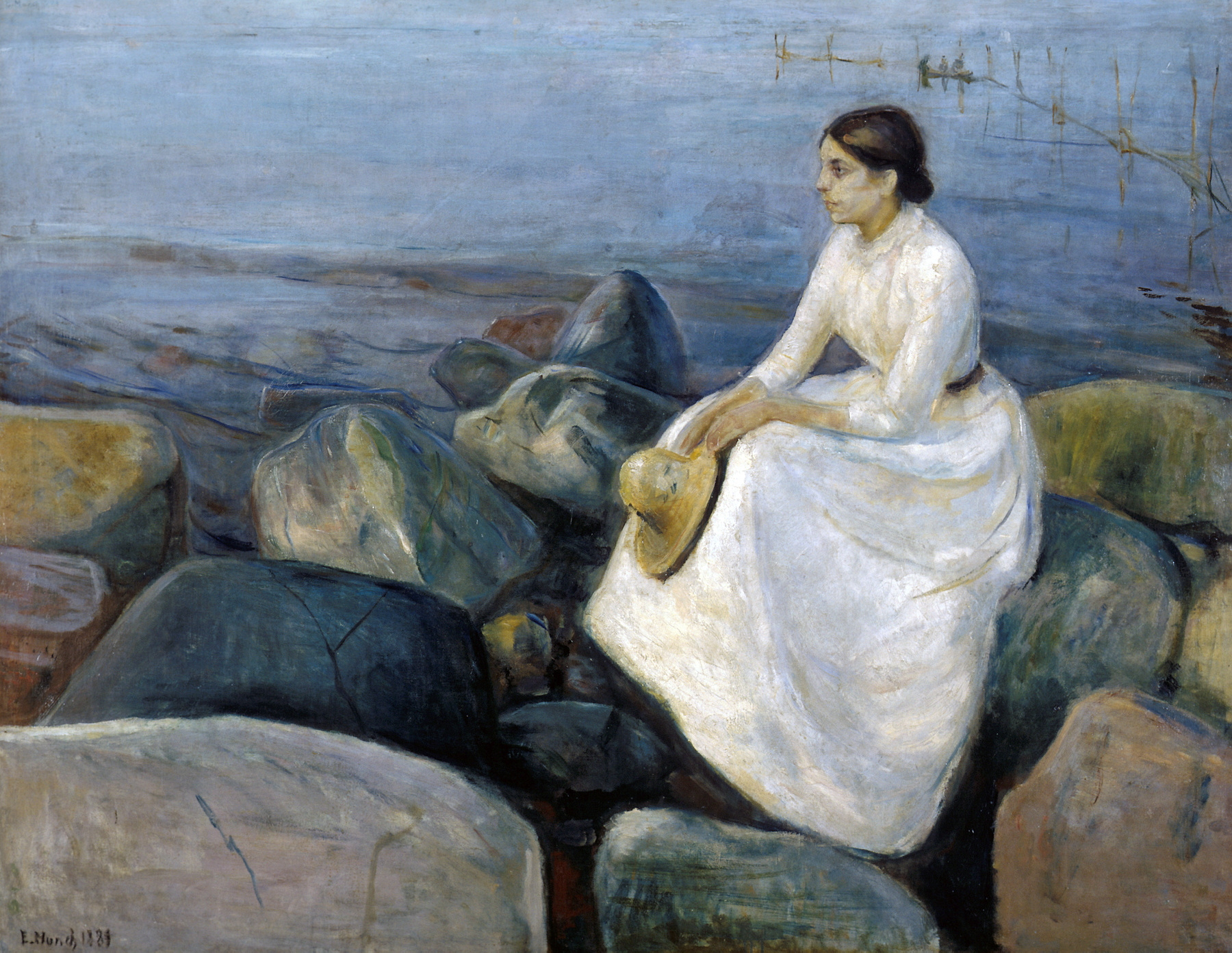
Inger na pláži

Inger na pláži (také Večer, původně vystavováno jako Letní noc, Letní večer, norsky Inger på stranden, Sommernatt) je obraz Edvarda Muncha z roku 1889, k roku 2016 uložený v Uměleckém muzeu v Bergenu.
Munch na obraze zobrazuje svoji sestru Inger sedící na pláži při letním pobytu v letovisku Åsgårdstrand. Zachycuje celkový portrét sedící ženy v bílém, držící klobouk. Zbytek obrazu tvoří modrá mořská hladina (narušená jen jedním rybářským člunem a sítěmi v dáli) stýkající se s rozměrnými modrými a mechově zelenými kameny na pláži. Atmosféru dodává světlo severské bílé noci.
Obraz namaloval Munch již jako poměrně známý umělec (jako malíř vystupoval od roku 1880), nicméně portrét Inger zachycuje důležitý zlom v Munchově stylu. Kompozičně se obraz podobá jeho Ránu (Dívce na pelesti) z roku 1884. Zatímco v Ránu dokázal naprosté zvládnutí naturalismus svého učitele Krohga (Ráno zprvu kritika přijala negativně, ale později se stal akceptovaným), v následujících letech prošel složitým vývojem, při kterém tento způsob vyjádření překonal, snažil se formu zjednodušit a výjev podat více expresivněji. I toto velmi osobité nové vyjádření si zprvu získalo jednoznačně negativní kritiku.